# Lode (ätt)
Lode (von Lode, de Lode, Lodhe) är en uradlig adelsätt med ursprung från Westfalen i Tyskland, varifrån den spreds till Danmark, Baltikum, Sverige, Finland och Ryssland. Den svenskfinländska grenen fortlever. Ätten har ingen verifierad anknytning till den Pommerska ätten Lode (utdöd 1731).
Vapen: I rött fält tre lejontassar, två över en

## Ätten Lode i Tyskland
Johannes de Lode är känd 1218, 1225 och 1226 från ärkestiftet i Bremen, där han tjänstgjorde som ministral. 1250 nämns riddaren Henricus de Lohden och hans bror Wernerus.

## Ätten Lode i Baltikum
Med Johannes de Lode (möjligen samma som ovan) inkom ätten till Estland under 1200-talet, och som stiftsfogde åt Biskopsdömet Ösel-Wiek lät han bygga borgen Lode i nuvarande Koluvere (tyska: Lohde, Lode). Han son, riddaren och danska vasallen Odwarus de Lode var länsherre över många gods i nuvarande Harjumaa (tidigare Harrien) och Wierland, och hans ättlingar tillhörde under reformationstiden Estlands styrande familjer.
Ätten spreds vidare till Ösel och Livland, och inskrevs senare på alla tre ländernas riddarhus, Estlands Riddarhus, Ösels Riddarhus och Livlands riddarhus.
Från Baltikum spreds ätten till Finland och dåvarande Ingermanland.

## Ätten Lode i Sverige och Finland
Ätten inkom till Sverige på 1600-talet, där den 1630 introducerades på Svenska Riddarhuset under nummer 173. Senare fick ätten av Riddarhuset beteckningen Lode från Livland för att skilja den från adliga ätten Lodh, senare Lood i Småland nr 157, med vilken den inte var släkt, men ofta sammanblandades. 
Formhold Lodes (död efter 1616) son, hovjunkaren Hans Lodhe (död 1631) till Edeby i Hölö socken i Södermanland och Lodenhof i Sesswegens socken i Livland introducerades 1630 på Sveriges Riddarhus 1630, och denna gren av ätten utgick sannolikt på svärdssidan 1681. 
På samma stamtavla som Hans Lode, infördes av Riddarhuset drottning Kristinas kammarherre och stallmästare Gerhard Lode till Kuckers i Jewes socken i Estland och Terrastfer i Torms socken i Livland, vilken uppgavs vara halvbror med Hans Lode, och uppges även ha blivit introducerad, vilket inte har kunnat verifieras. Gerhard Lodes son Gustav von Lode (död 1705) är stamfar för de svenska och finländska grenarna av ätten.
Gerhard Lodes gren utdog i Sverige 1884, men grenar av ätten, inklusive huvudmannagrenen hade tidigare immatrikulerats på Finlands Riddarhus 1818 på nummer 10, och denna gren återvann 1971 representationsrätt på Sveriges Riddarhus under ätten Lode från Livland med nummer 173.

## Medlemmar i urval
- Jürgen Johan Lode (1661–1728), balttysk i svensk tjänst som generallöjtnant och fästningskommendant. Gift med Beata Sophia Bock.

1. dottern Beata Charlotta Lode (1717–1761) gift med Gustav Reinhold Rehbinder

- Christina Margareta Lode, gift med Eric Mathias von Nolcken (1694–1755).
- Odvardt Helmoldt von Lode (1720–1757), dansk kopparstickare och målare i Viborg och senare i Köpenhamn, utbildad vid Det Kongelige Danske Kunstakademi.
- Ulrika Lode (1737–1779), gift 1759 med Pehr Hilleström (1732–1816).
- Carl Leonhard Lode (1752–1816), svensk militär. kusin till Göran Vilhelm Lode och gift med Eva Sofia Tawast. Omskriven och känd som "gamle Lode", av såväl finska krigets historiograf, Gustaf Adolf Montgomery, som i Andra samlingen (1860) av Fänrik Ståls sägner av Johan Ludvig Runeberg.
- Johan Herman Lode (1739–1817), svensk militär och ämbetsman, landshövding i Kymmenegårds län 1793–1810
- Göran Wilhelm Lode (1741–1799), ämbetsman och politiker i Åbo, Finland, en av Gustaf Adolf Reuterholms mest pålitliga män, vid Reuterholms regeringstid under Gustav IV Adolfs förmyndarregering 1792–1796.